# Sant Andreu Vell de Maians
Sant Andreu Vell de Maians és una església romànica del municipi de Castellfollit del Boix (Bages) inclosa en l'Inventari del Patrimoni Arquitectònic de Catalunya.

## Descripció
Església d'una sola nau, amb un absis semicircular a llevant. Exteriorment aquest presenta tres series de quatre arcuacions cegues, separades per lesenes o bandes llombardes. En cada part hi ha una finestra de doble esqueixada, encara que les laterals estan tapiades. Es creu que aquest estaria cobert amb volta de quart d'esfera.
La volta de la nau esta esfondrada, però tot fa pensar que estaria coberta amb una volta de canó. En el mur de ponent hi ha restes del campanar. La porta s'obre al capdavall del mur de migdia i per les restes que hi ha es creu que seria de mig punt i adovellada. Els carreus de l'aparell són irregulars, però estan ben disposats en filades i a trencajunt. L'estat de conservació és de total ruïna i abandó.

## Història
El lloc de Maians és documentat el 924 com a Guardiola de Sala, fundador, aquest, del monestir de Sant Benet de Bages. L'esmentat Sala el 967 al voler dotar el monestir li cedí el terme del castell de Maians, que abans ell havia empresonat. En la cessió hi anava inclosa l'església, el domini de la qual consta en la butlla que el papa Celestí III atorgà el 1196 al monestir de Sant Benet de Bages. Es creu que ben aviat degué tenir la categoria de parròquia, de la qual n'hi ha constància des d'abans del 1154. El 1685 l'església havia passat a ser sufragània de Sant Pere de Castellfollit. La funció parroquial la té avui una església nova situada en el nucli de població.